# Truppenübungsplatz Aschaffenburg
Der Truppenübungsplatz Aschaffenburg (engl.: Training Area Aschaffenburg) war von 1936 bis 2007 ein Standort- bzw. Truppenübungsplatz in Aschaffenburg.

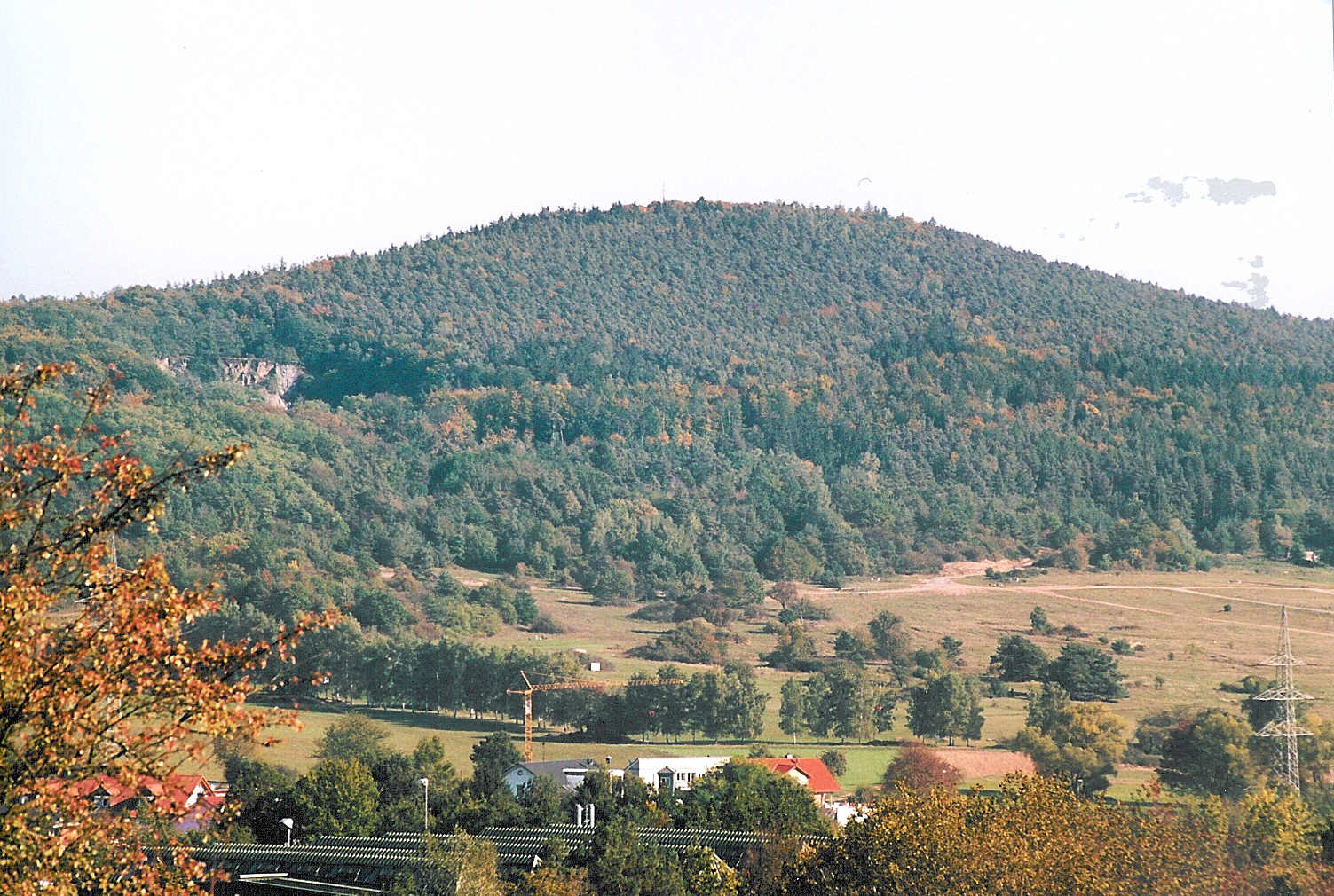
Der Berg Stengerts mit einem Teil des Schweinheimer Truppenübungsplatzes

## Geschichte
Die Anlage wurde bis zum Abzug der in Aschaffenburg stationierten Einheiten und Verbände der 3. Brigade der 3. US-Infanteriedivision und anderer US-Truppenteile im Jahr 1993 als Standortübungsplatz (engl.: Local Training Area) geführt. Erst danach erhielt er die Bezeichnung Truppenübungsplatz, da er fortan bis zu seiner Schließung im September 2007, meist in Kompanie- bis Bataillonsstärke, nur noch von auswärtigen Truppen der US-Streitkräfte, vornehmlich aus den umliegenden Standorten Hanau, Darmstadt, Babenhausen (Hessen), Würzburg und Kitzingen, für Gefechtsübungen mit Manöver- und Darstellungsmunition genutzt wurde.
Angelegt wurde der südlich des Aschaffenburger Ortsteils Schweinheim gelegene ehemalige Übungsplatz durch das Königreich Bayern nach dem Erwerb von Grundstücken von der Gemeinde Schweinheim 1912/13 in einer Gesamtfläche von 95.008 fränkischen Dezimalen (ca. 32 ha) sowie von landwirtschaftlichen Grundstücken privater Eigentümer. Im Jahr 1920 wurde das damals 240 Tagwerk (ca. 82 ha) große Gelände durch die Gemeinde Schweinheim vom Reichsschatzministerium gepachtet und landwirtschaftlichen Zwecken nutzbar gemacht. Ab 1936 diente das Gelände erneut als lokaler Exerzierplatz – diesmal der Wehrmacht, die in Aschaffenburg entlang der Würzburger und der Schweinheimer Straße weitere Kasernen errichtete (Pionier-, Lagarde-, Bois-Brulé- und Artilleriekaserne). Kernbereich des Wehrmachts-Exerzierplatzes war ein Pionier-Übungsplatz. Dort ereignete sich am 21. Juli 1943 ein Explosionsunglück: Der Tod von 33 Soldaten war zu beklagen. Von seiner Vergangenheit als Pionierübungsplatz zeugen heute noch die Reste verschiedener Bauwerke, die ausschließlich zu Übungszwecken errichtet wurden, z. B. Brückenpfeiler, Brückenwiderlager, u. a.
In den letzten Wochen des Zweiten Weltkrieges richtete die US-Streitkräfte auf dem Exerzierplatz ein Feldlager mit Lazarett ein. Ab 1946 wurde der Exerzierplatz erneut landwirtschaftlich genutzt und unter Schweinheimer Familien aufgeteilt. Danach bauten die US-Streitkräfte neue, ihren Ausbildungsvorgaben angepasste Übungseinrichtungen. Außer den bereits damals vorhandenen Schießständen für Gewehre, entstanden Schießanlagen für Maschinengewehr, Pistole und Bazooka (eine rückstoßfreie Panzerabwehrwaffe). In den Waldgebieten wurden hauptsächlich Gefechtsübungen durchgeführt. Die Infrastruktur des Übungsplatzes wurde während der Nutzungsdauer durch die US-Streitkräfte fortlaufend immer wieder umgebaut und erweitert. So wurden neue Zufahrtsstraßen mit festem Unterbau für Schützenpanzer und schwere Abrams-Kampfpanzer geschaffen, ein Panzerparcours zum Üben von Feuer und Bewegung des Panzerzuges ohne scharfen Schuss angelegt, ein mit künstlichen Hindernissen ausgestattetes Fahrschulgelände für Rad- und Kettenfahrzeuge ausgewiesen (zeitweise auch für Stockcarrennen genutzt), ein aufgestauter Teich zum Durchfahren mit Panzern (vom örtlichen Rod and Gun Club auch zum Angeln genutzt), ein Hubschrauberlandeplatz, mehrere Biwakplätze, ein kleines Zielfeld für Panzer und Schützenpanzer sowie eine für das Schießen bei Nacht beleuchtete und den erhöhten Sicherheitsanforderungen genügende Schießanlage für Handfeuerwaffen errichtet. Außerdem entstanden ein verbunkerter Sprengplatz für Sprengungen bis 125 Gramm TNT, eine Schießbahn für die 40-mm-Granatpistole und eine Ausbildungseinrichtung für die Besatzung von ABC-Spürpanzern. In einem aufgelassenen Munitionsdepot wurde eine kleine Kampfbahn für den Orts- und Häuserkampf gebaut. Ein Sondermunitionslager mit Nukleargefechtsköpfen für eine Stellung der ballistischen Kurzstreckenrakete Lance und mehrere Gebäude für eine Range Control, für ein Schießkino und für Schulungen bildeten den Höhepunkt der von den US-Streitkräften betrieben Umbau- und Erweiterungsmaßnahmen.

## Gegenwärtige Nutzung
Nach der Schließung ging der Truppenübungsplatz an seine Eigentümer, die Stadt Aschaffenburg (337 ha) und die Bundesrepublik Deutschland (240 ha), zurück. Das Gelände ist über ein dichtes Straßen- und Wegenetz erschlossen und besteht zu 3⁄4 aus hügeligen Waldflächen. Eine Ornithologische Kartierung des Truppenübungsplatzes in Aschaffenburg fand 1992 statt.
Inzwischen wurden 237 ha als Naturschutzgebiet ausgewiesen. Das Gelände erweitert das frühere Naturschutzgebiet "Altenbachgrund" zum heutigen Naturschutzgebiet "Ehemaliger Standortübungsplatz Aschaffenburg und Altenbachgrund" (Nr. 00748.01). Damit wurde der biologischen Vielfalt, die während der langjährigen militärischen Nutzung entstanden ist und die sich durch ein kleinräumiges Nebeneinander von Trocken- und Feuchtgebieten, offenen Wiesen, Heiden und Feuchtbrachen, Wald- und Sandflächen, sowie Lebensräume für seltene Tierarten wie dem Przewalski-Pferd auszeichnet, Rechnung getragen.